# Renault Mégane II
Pour un article plus général, voir Renault Mégane.
La Renault Mégane II est une automobile compacte produite par le constructeur automobile français Renault du 10 octobre 2002 au 5 octobre 2008 (et jusqu'au 17 juillet 2012 au Brésil et en Iran).
Elle est initialement commercialisée en 3 et 5 portes, avant l'arrivée vers le 10 octobre 2002 d'un coupé cabriolet (remplaçant de la Mégane I cabriolet), d'un break et d'une version tricorps. Elle est élue voiture de l'année 2003, puis l'année suivante apparait la version sportive RS (pour Renault Sport) avec un « moteur F » de type F4RT.
La Mégane II est restylée le 6 janvier 2006, recevant notamment de nouveaux moteurs Diesel : le 1.9 dCi passe de 120 à 130 ch et un 2.0 dCi d'une puissance de 150 ch est lancé. En 2007 apparaît également une nouvelle version dynamique, moins puissante que la RS, mais d'apparence sportive : la Mégane GT.
En Europe, la Renault Mégane II est remplacée le 6 octobre 2008 par la Renault Mégane III. Sa production continue jusqu'au 17 juillet 2012 au Brésil (déclinaison break) et en Iran (sedan, en CKD).

## Historique

### Présentation, lancement et améliorations
Le 6 janvier 2006, la Mégane II est restylée, principalement au niveau de sa face avant. Elle arbore un nouveau bouclier, de nouveaux phares et nouvelle calandre prolongeant les optiques. Pour l'arrière, seul l'intérieur des phares est modernisé. À l’intérieur, les seules améliorations sont l'ajout d'un rétro-éclairage blanc et d'aiguilles de compteurs plus fines.

## Les différentes versions

### Finitions

#### Renault Mégane II GT

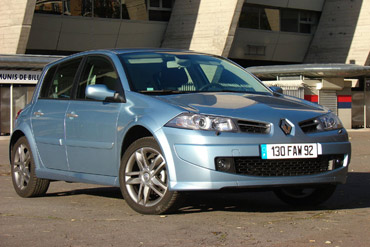
Megane II GT.

Renault lance avec la GT une Mégane sportive, apte à faire de la piste, mais plus confortable que la Mégane RS. Son châssis est très efficace, pour permettre d'utiliser les 340 N m du moteur. Ses boucliers avant et arrière sont spécifiques et intègrent une double sortie d’échappement. La Mégane II GT est en fait une vraie sportive comparée à la Mégane III GT.

#### Renault Mégane II RS
Chez Renault, les compactes sportives sont apparues dans les années 1980 avec le duo Renault 9 Turbo et Renault 11 Turbo, la Mégane II RS est la descendante.
Dévoilée en octobre 2003 et commercialisée à partir du milieu de l'année suivante, la Mégane RS était la version haut de gamme de la gamme Mégane II, mais aussi le haut de gamme en termes de sportivité. La Mégane II RS est le fruit d'un travail commun entre l'usine Renault de Palencia, en Espagne, et l'ancienne usine Alpine-Renault de Dieppe, où se développaient depuis quelques années déjà des projets liés aux voitures de sport Renault. Les carrosseries nues arrivent de Palencia, qui seront ensuite équipée à Dieppe de la mécanique spécifique à cette version sportive. Quant à la carrosserie, la RS a été redessinée dans certains détails, mais sans en faire trop, étant donné qu'on pourrait prendre le risque de ruiner une ligne aussi peu conventionnelle si l'on s'emballait trop. Au lieu de cela, il a été décidé de recourir à des caractéristiques sportifs mais en même temps discrets : ainsi, de l'avant, la RS se caractérisait par un pare-chocs avec une prise d'air plus ouverte et presque sur toute la largeur, tandis que la vue latérale faisait immédiatement ressortir les jantes de 18 pouces de conception spécifique et à l'arrière un spoiler a été monté sur la partie supérieure de la lunette, ainsi qu'un pare-chocs spécifique avec des ouvertures spéciales pour loger les deux sorties d'échappement, disposées de pars et d'autre, mais en réalité de manière presque en position centrale. La carrosserie pouvait être à 3 ou 5 portes, selon les préférences du client.
Dans l'habitacle, la RS conserve sa discrétion, même si les sièges avant sont plus profilés. Les pédales et les repose-pieds sont en aluminium perforé. Quant au moteur adopté, il s'agit d'un bloc dérivé à la fois du 2 litres turbo de 163 ch déjà présent dans la gamme et du bloc atmosphérique équivalent qui équipait déjà la Clio RS dans ces années-là. Ce moteur, appartenant à la famille F4R (pour être précis, il s'agissait d'un F4R-764), conservait la cylindrée de 1998 cm³, mais grâce à la présence d'un turbocompresseur spécifique et d'une électronique spécialement revue, atteignait jusqu'à 225 CV, et permettait à la voiture d'atteindre une vitesse maximale de 236 km/h. Le travail a été complété par des disques de frein Brembo surdimensionnés (312 mm à l'avant et 300 mm à l'arrière), tous les quatre auto-ventilés, et une configuration revue pour une utilisation plus exigeante (barres stabilisatrices d'un diamètre de 20 mm au lieu de 18, amortisseurs plus rigides de 35 % à l'avant et 12 % à l'arrière). La traction est restée avant, mais avec une boîte de vitesses à 6 rapports avec un rapport spécifique (bien que dérivé des 6 rapports présents dans les autres modèles de la gamme) et avec un différentiel à glissement limité, pour mieux exploiter la grande puissance du moteur et pour d'éventuelles utilisations sur piste ou dans le sport.
Grâce à ces caractéristiques, la voiture devient rapidement l'un des modèles de référence, se révélant comme l'un des meilleurs modèles à traction avant du marché.
Le sigle RS a également été utilisé par Renault pour une Mégane II diesel : toujours au cours des derniers mois de commercialisation de la berline 2 volumes, la Mégane RS 2.0 dCi a été lancée, propulsée par le même turbodiesel à rampe commune de 2 litres qui équipait déjà la Laguna 2.0 dCi plus puissante. Ce moteur développait une puissance maximale de 175 ch, de quoi propulser la Mégane RS 2.0 dCi à une vitesse de pointe de 220 km/h. Cette version est la dernière nouveauté de la gamme Mégane II, qui, quelques mois plus tard, est supprimée des tarifs (sauf pour la GrandTour et la CC).
La Renault Mégane II RS existe en plusieurs couleurs (noir, orange sanguine, gris technique, gris makaha, gris lune, bleu arctic, bleu alpine, bleu Monako, bleu dynamo, blanc glacier, rouge toro et jaune sirius).

### Les séries limitées

#### Renault Mégane RS Trophy
Lors de sa sortie en mars 2004, les critiques reprochaient principalement à la Renault Mégane II RS d'être une voiture trop « facile » à conduire. Renault Sport mit au point une version limitée à 500 exemplaires, la Mégane RS Trophy (à ne pas confondre avec la Trophy de compétition , bien différente), équipé d'un châssis sport qui proposait quelques contenus spécifiques, comme la structure encore rigidifiée dans tous ses composants principaux (ressorts, amortisseurs, barres stabilisatrices), ESP avec seuil d'intervention relevé qui peut cependant être complètement désactivé (dans la RS "normale" cela n'est pas possible), disques de frein percés, pompe de frein et jantes améliorées en 18 pouces allégé. La firme au losange ne s'arrêta pas à ce stade, le châssis Sport devenant ainsi une option sur le modèle RS de série. La voiture était proposée uniquement en peinture gris clair métallisé.

#### Renault Mégane F1 Team et F1 Team R26

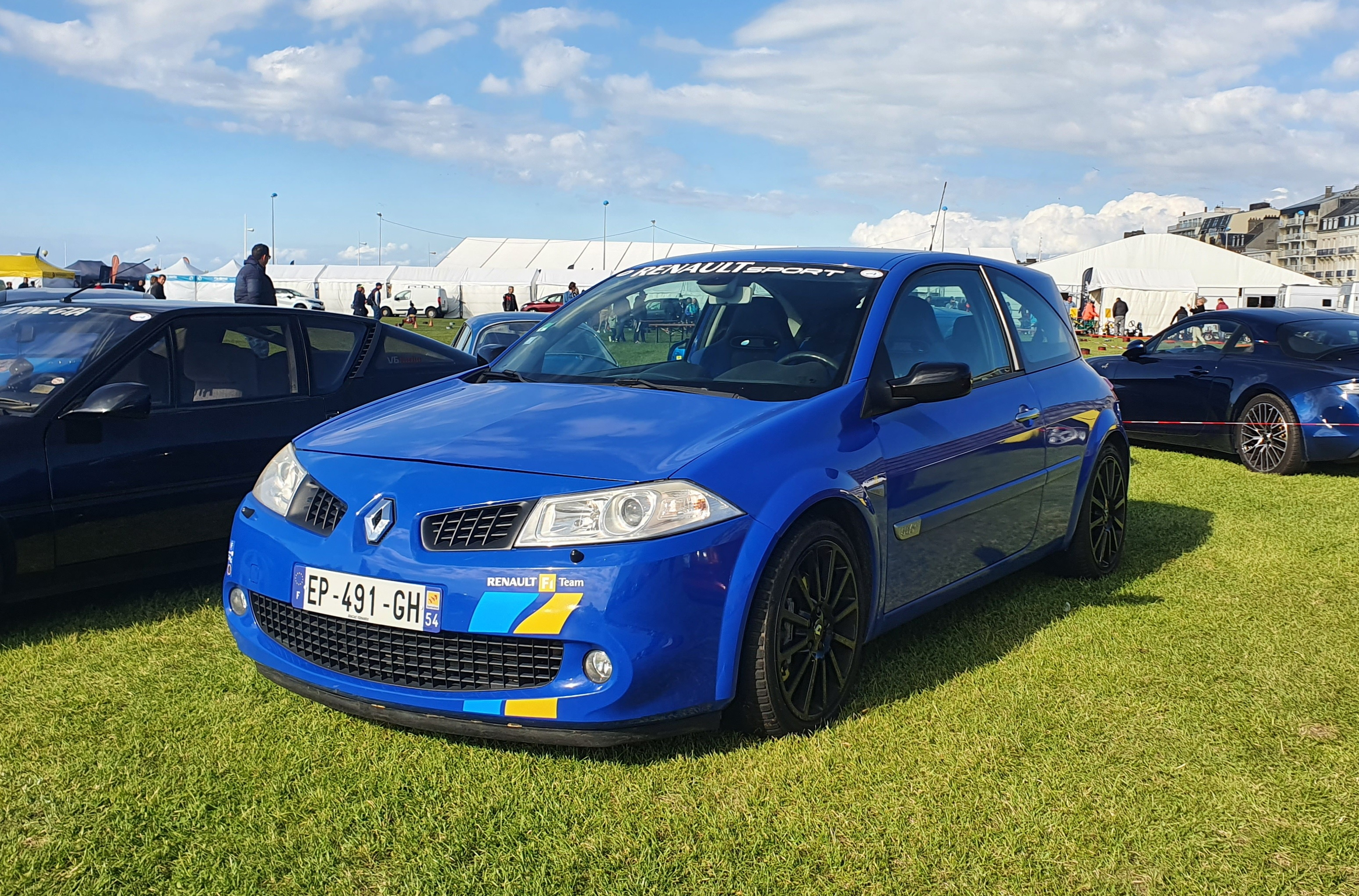
Renault Mégane II Renault F1 Team.

Afin de célébrer les titres de champion du monde de Formule 1 décrochés en 2005 Renault sort la Megane RS F1 Team. Caractérisée par une livrée bleu vif, des pare-chocs avec le logo du département course Renault Sport, des jantes alliage noires, une sellerie bleue de la même couleur que la carrosserie et une plaque d'identification sur la console centrale. La mécanique était identique à celle de la RS de production normale.
Renault réitère l'exploit pour 2006 et Renault Sport commercialise en hommage au nom de la voiture qui a triomphé pour la deuxième fois dans la catégorie automobile reine, la Renault R26 la Renault Mégane F1 Team R26 de 2007 à 2009. Présentée lors du Mondial de l’automobile de Paris en 2006, lancée début 2007, la nouvelle série spéciale de Mégane RS était clairement reconnaissable à sa livrée jaune éclatante avec un logo en damier sur les deux pare-chocs et sur les côtés, et un toit au design en damier. La plus sportive des Mégane présente un châssis Cup de série, des amortisseurs et des suspensions spécifiques ainsi que des étriers de frein Brembo. À l’intérieur de l’habitacle, on retrouve des sièges baquets Recaro en cuir-alcantara. La voiture, toujours conçue dans l'usine Alpine de Dieppe, est dotée d’une puissance s'élevant à 230 chevaux.
Elle est élue sportive de l’année 2007 puis sportive de l’année 2008 dans sa version R26-R par le magazine Échappement,. La Mégane RS. R26 .R, commercialisée à 450 exemplaires, est caractérisé principalement par l'allègement de la carrosserie, obtenu grâce à l'utilisation de fibres de carbone, de matières plastiques et d'aluminium pour nombre de ses composants, mais aussi par l'élimination de tout ce qui était superflu pour optimiser les performances. (climatisation, autoradio, antibrouillards, sièges arrière, etc.). Grâce à ce procédé, le gain de poids a été de 123 kg, permettant à la voiture de gagner une demi-seconde au 0 à 100 km/h (de 6"5 à 6 secondes chrono). La voiture était reconnaissable extérieurement à son aspect visuel : livrée sportive accrocheuse, disponible en blanc, bleu clair ou gris. Les jantes en alliage pouvaient être noires ou rouge vif. Quelle que soit la carrosserie, le capot était noir car il était en fibre de carbone. dans le cockpit, où, comme déjà mentionné, la banquette arrière a cédé la place à un arceau de sécurité, léger mais très rigide. En ce qui concerne la mécanique, il s'agit toujours du 2 litres suralimenté de 230 ch.
En outre, la Mégane R26-R obtient en 2008 le record du tour sur la piste du circuit du Nürburgring dans sa catégorie des compactes sportives avec un temps de 8 minutes 17 secondes. Jusqu'alors, le record était attribué à une autre voiture de sport : la Honda Integra (qui était cependant équipée d'un moteur 1.8 atmosphérique). Pour avoir un point de comparaison, la déjà très rapide BMW M5 E60 (avec un moteur V10 de 5 litres et 507 CV de puissance maximale) a réussi à faire mieux de seulement 5 secondes, obtenant un temps de 8'12". Un tel exploit n'a fait qu'accroître l'aura de légende qui s'est développée dans ces années-là autour de la Mégane RS R26-R. Ce record est battu en 2019 par la quatrième génération de la Mégane RS avec la version Trophy-R,

## Chronologie
- Mars 2004 : commercialisation de la Mégane RS 2 L Turbo 225 ch (début de la « phase I »).
- Mars 2005 : série limitée « Trophy » (500 exemplaires) et introduction de quelques évolutions techniques (châssis « sports » notamment).
- Juin 2005 : finition « Energy » concédant quelques équipements de confort pour un prix d'appel plus intéressant.
- Été 2005 : projet Mégane Renault Sport 2 L dCi.
- Décembre 2005 : arrêt de la production de la Mégane RS phase I.
- Février 2006 : commercialisation de la Mégane RS « phase II ».
- Février 2006 : commercialisation de la série limitée Renault F1 Team (couleur spécifique opaque « bleu Alpine » avec un stripping « Renault F1 Team » sur les boucliers avant, arrière et les ailes avant. Coques des rétroviseurs extérieurs peintes en « Dark anthracite ». Jantes 18" noir brillant. Intérieurement, sièges Recaro bi-ton bleu/noir. Pas de modifications d'ordre technique).
- Février 2006 : changement de finitions, l'« Energy » devient finition « classique », cette dernière étant renommée finition « Luxe ».
- Décembre 2006 : commercialisation de la Renault F1 Team R26 (élue sportive de l'année par le magazine Échappement en 2007). Sa puissance est de 230 ch et introduit le châssis cup.
- Avril 2007 : commercialisation de la Mégane RS 2 L dCi 175 ch.
- 6 octobre 2008 : commercialisation de la Mégane RS R26-R (record du tour en catégorie traction le 23 juin 2008 sur la Nordschleife du Nürburgring : 8 min 17 s). Sa puissance reste de 230 ch mais elle se trouve allégée de 123 kg.

## Caractéristiques

### Chaîne cinématique

#### Motorisations
| Modèle                                 | Construction | Moteur                    | Cylindrée         | Performance                    | Couple                 | 0 à 100 km/h | Vitesse maximale | Consommation et émissions de CO2 |
| -------------------------------------- | ------------ | ------------------------- | ----------------- | ------------------------------ | ---------------------- | ------------ | ---------------- | -------------------------------- |
| Renault Mégane II 1.4 16v 80           | 2003 – 2005  | 4 cylindres en ligne K7J  | 1 390 cm3 (1,4 L) | 59 kW (80 ch) à 6 000 tr/min   | 124 N m à 3 750 tr/min | 13,5 s       | 170 km/h         | 6,7 L/100 km 161 g/km            |
| Renault Mégane II 1.4 16v 100          | 2002 – 2008  | 4 cylindres en ligne K7J  | 1 390 cm3 (1,4 L) | 72 kW (98 ch) à 6 000 tr/min   | 127 N m à 3 750 tr/min | 12,5 s       | 183 km/h         | 6,8 L/100 km 162 g/km            |
| Renault Mégane II 1.6 16v 110          | 2006 - 2008  | 4 cylindres en ligne      | 1 598 cm3 (1,6 L) | 81 kW (110 ch) à 6 000 tr/min  | 151 N m à 4 250 tr/min | 10,9 s       | 192 km/h         | - 164 g/km                       |
| Renault Mégane II 1.6 16v 115          | 2002 – 2006  | 4 cylindres en ligne      | 1 598 cm3 (1,6 L) | 85 kW (115 ch) à 6 000 tr/min  | 152 N m à 4 200 tr/min | 10,8 s       | 195 km/h         |                                  |
| Renault Mégane II 2.0 16v 135          | 2006 - 2008  | 4 cylindres en ligne      | 1 998 cm3 (2,0 L) | 99 kW (135 ch) à 5 500 tr/min  | 191 N m à 3 750 tr/min | 9,2 s        | 200 km/h         | - 191 g/km                       |
| Renault Mégane II 2.0 16v 136          | 2002 – 2006  | 4 cylindres en ligne      | 1 998 cm3 (2,0 L) | 100 kW (136 ch) à 5 500 tr/min | 191 N m à 4 200 tr/min | 9,6 s        | 205 km/h         |                                  |
| Renault Mégane II 2.0 16v T 165        | 2004 – 2008  | 4 cylindres en ligne      | 1 998 cm3 (2,0 L) | 121 kW (165 ch) à 5 000 tr/min | 271 N m à 3 250 tr/min | 8,3 s        | 220 km/h         | - 184 g/km                       |
| Renault Mégane II RS 2.0 225           | 2004 – 2008  | 4 cylindres en ligne F4RT | 1 998 cm3 (2,0 L) | 165 kW (225 ch) à 5 500 tr/min | 300 N m à 3 000 tr/min | 6,5 s        | 235 km/h         | - 209 g/km                       |
| Renault Mégane II F1 Team R26 et R26-R | 2006 – 2008  | 4 cylindres en ligne F4RT | 1 998 cm3 (2,0 L) | 169 kW (230 ch) à 5 500 tr/min | 310 N m à 3 000 tr/min | 6,5 s        | 245 km/h         | - 200 g/km                       |

| Modèle                           | Construction | Moteur                   | Cylindrée         | Performance                                 | Couple                                 | 0 à 100 km/h | Vitesse maximale | Consommation et émissions de CO2 |
| -------------------------------- | ------------ | ------------------------ | ----------------- | ------------------------------------------- | -------------------------------------- | ------------ | ---------------- | -------------------------------- |
| Renault Mégane II 1.5 dCi 80     | 2002 – 2005  | 4 cylindres en ligne     | 1 461 cm3 (1,5 L) | 59 kW (80 ch) à 4 000 tr/min                | 185 N m à 2 000 tr/min                 | 14,3 s       | 170 km/h         | 4,7 L/100 km 117 g/km            |
| Renault Mégane II 1.5 dCi 85     | 2005 - 2008  | 4 cylindres en ligne     | 1 461 cm3 (1,5 L) | 63 kW (85 ch) à 3 750 tr/min                | 200 N m à 1 900 tr/min                 | 12,8 s       | 175 km/h         | - 120 g/km                       |
| Renault Mégane II 1.5 dCi 100    | 2003 – 2005  | 4 cylindres en ligne     | 1 461 cm3 (1,5 L) | 74 kW (100 ch) à 4 000 tr/min               | 200 N m à 2 000 tr/min                 | 12,8 s       | 181 km/h         | 4,9 L/100 km 119 g/km            |
| Renault Mégane II 1.5 dCi 105    | 2005 - 2008  | 4 cylindres en ligne     | 1 461 cm3 (1,5 L) | 78 (76 avec FAP) kW (105 ch) à 4 000 tr/min | 240 N m à 2 000 tr/min                 | 10,5 s       | 190 km/h         | - 124 g/km                       |
| Renault Mégane II 1.9 dCi 120    | 2002 – 2005  | 4 cylindres en ligne     | 1 870 cm3 (1,9 L) | 88 kW (120 ch) à 4 000 tr/min               | 270 (plus tard 300) N m à 2 000 tr/min | 10,5 s       | 196 km/h         | 5,3 L/100 km 141 g/km            |
| Renault Mégane II 1.9 dCi 130    | 2005 – 2008  | 4 cylindres en ligne     | 1 870 cm3 (1,9 L) | 96 kW (130 ch) à 4 000 tr/min               | 300 N m à 2 000 tr/min                 | 9 s          | 200 km/h         | - 148 g/km                       |
| Renault Mégane II 2.0 dCi 150    | 2006 - 2008  | 4 cylindres en ligne     | 1 995 cm3 (2,0 L) | 110 kW (150 ch) à 4 000 tr/min              | 339 N m à 2 000 tr/min                 | 8,7 s        | 210 km/h         | - 144 g/km                       |
| Renault Mégane II RS 2.0 dCi 175 | de 2007      | 4 cylindres en ligne M9R | 1 995 cm3 (2,0 L) | 129 kW (175 ch) à 3 750 tr/min              | 360 N m à 1 750 tr/min                 | 8,5 s        | 220 km/h         |                                  |

## Production
La Mégane est la voiture la plus vendue en Turquie de 2004 à 2006 (surtout la version tricorps).